# Red Hot
«Red Hot» es una canción de la banda estadounidense de glam metal Mötley Crüe. Fue lanzada como la pista #7 de su segundo álbum de estudio Shout at the Devil de 1983. La letra y música fue escrita por Mick Mars, Vince Neil y Nikki Sixx y tiene una duración de 3:21.

## Apariciones
- Apareció en el álbum Music to Crash Your Car to: Vol. 1.
- Apareció en el álbum Loud as F@*k.
- Apareció en el álbum Carnival Of Sins Live.
- Apareció en el álbum Journals of the Damned.